# Nepeta sudanica
Nepeta sudanica là một loài thực vật có hoa trong họ Hoa môi. Loài này được F.W.Andrews mô tả khoa học đầu tiên năm 1953.